# Series 16

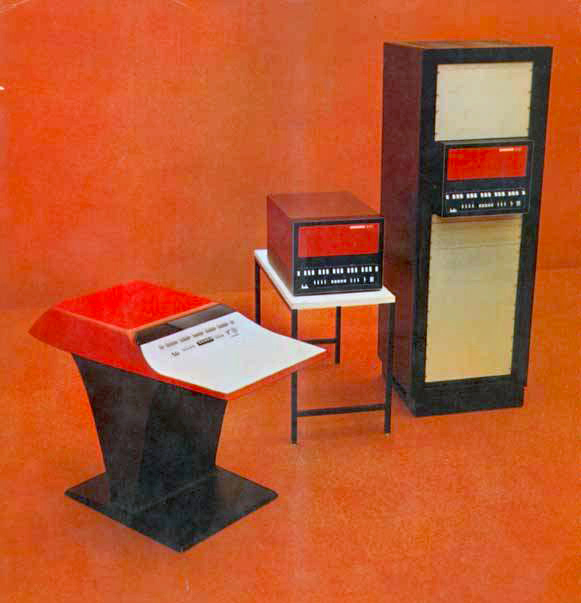
Honeywell 316 (H316), 16-битный мини-компьютер, 1969 год

Series 16 — серия 16-битных мини-компьютеров, анонсированная в 1964 году компанией Computer Control Corporation. С 1966 года выпускались компанией Honeywell, которая купила Computer Control Corporation.
Компьютеры этой серии:
- DDP-116 (1964 год) — первый серийный 16-разрядный мини-компьютер.[1]
- DDP-416
- DDP-516 (1966 год)
- Honeywell 316 (H316) (1969 год).
- Honeywell 716 (H716)

## Архитектура и ассемблер
Оригинал
Стандартный компьютер имеет 16 КБ памяти, возможно расширение до 32 КБ. Память делится на логические секторы по 512 слов.
Машина имеет следующие регистры: программный счётчик P, индексный регистр X, аккумулятор A, вспомогательный регистр B и флаговый регистр C, который используется в качестве флага переполнения. Разные версии компьютеров могут добавлять свои регистры.
Устройства подключаются к компьютеру по шине I/O. Используется 16 бит для данных, 6 для определения устройства и 4 для определения функций, которые будет выполнять устройство. Существует 6 инструкций для работы с портами ввода-вывода:
| Инструкция | Краткое описание                                                   | Опкод | Время выполнения |
| ---------- | ------------------------------------------------------------------ | ----- | ---------------- |
| INA        | Чтение данных из устройства в регистр A                            | 54    | 1.92             |
| OTA        | Запись данных в устройство из регистра A                           | 74    | 1.92             |
| OCP        | Установка режима работы устройства                                 | 14    | 1.92             |
| SKS        | Пропуск следующей инструкции в зависимости от состояния устройства | 34    | 1.92             |

Также существуют инструкции для высокоскоростной передачи данных — DMC и DMA.
Здесь показаны основные адреса устройств:
Адрес — Устройство.
- '01 — Высокоскоростной читатель ленты.
- '02 — Высокоскоростной перфоратор.
- '03 — Строчный принтер.
- '04 — Телетайп.
- '05 — Кардридер.
- '10 … '17 — Устройства, использующие магнитную ленту.
- '20 — Псевдо-устройство для использования SMK инструкций. (таймер реального времени, например)
- '23 — PIC контроллер.
- '24 — DMA.
- '30 — Параллельные каналы ввода-вывода.
- '33 — Прерывания PIC контроллера.
- '34 — SKS/OCP.

### Формат инструкции
```
           ___ ___ _______________ ___ ___________________________________
          | F | T |    Опкод      | S |          9-битный адрес           |
          |___|___|___|___|___|___|___|___|___|___|___|___|___|___|___|___|
           1   2   3           6   7   8                               16
```

F — Флаг

T — Тег

S — Сектор
| Опкод | Инструкция    | Описание                                                         |
| ----- | ------------- | ---------------------------------------------------------------- |
| 0000  | Универсальная | Универсальная                                                    |
| 0001  | JMP           | Безусловный переход                                              |
| 0010  | LDA           | [EA]->(A)                                                        |
| 0011  | ANA           | Применить AND с A                                                |
| 0100  | STA           | (A)->[EA]                                                        |
| 0101  | ERA           | Применить XOR с A                                                |
| 0111  | SUB           | Вычитание                                                        |
| 1000  | JST           | Перейти и загрузить текущий адрес                                |
| 1001  | CAS           | Сравнить                                                         |
| 1010  | IRS           | Инкрементировать. Если [EA] = 0, пропустить следующую инструкцию |
| 1011  | IMA           | Взаимная перестановка памяти и A                                 |
| 1100  | Ввод/Вывод    | Ввод/Вывод                                                       |
| 1101  | LDX/STX       | T=1, [EA]->(X) / T=0 , (X)->[EA]                                 |
| 1110  | MPY           | Умножение                                                        |
| 1111  | DIV           | Деление                                                          |